# Xenanthura linearis
Xenanthura linearis är en kräftdjursart som beskrevs av Pillai 1954. Xenanthura linearis ingår i släktet Xenanthura och familjen Hyssuridae. Inga underarter finns listade i Catalogue of Life.